# Gael García Bernal
Gael García Bernal (* 30. listopadu 1978, Guadalajara, Jalisco, Mexiko) je mexický herec, režisér a producent. On a Diego Luna vlastní produkční společnost Canana Films v Mexiku. Proslavil se rolemi ve filmech Špatná výchova, Motocyklové deníky, Láska je kurva, Babel a rolí v seriálu Amazon Studios Mozart in the Jungle.

## Životopis
Narodil se 30. listopadu 1978 v mexickém městě Guadalajara, je synem herečky Patricii Bernal a herce a režiséra Jose Angel Garcii. S herectvím začal již jako malý, jako teenager se stal symbolem telenovel, poté odjel do Londýna studovat herectví. V té době mu režisér Alejandro Gonzalez nabídl zahrát si v jeho připravovaném filmu Amores perros (také Láska je kurva). Tento film byl nominovaný na Oscara.
Se svým nejlepším přítelem Diego Lunou si zahrál v lehce erotickém filmu Mexická jízda. V roce 2004 si zahrál ve filmu Motocyklové deníky, které popisují cestu třiadvacetiletého Che Guevary po Jižní Americe. Dále pracoval pro mnohé významné mexické a španělské režiséry (Alejandro Gonzalez, Alfonso Cuarón, Pedro Almodóvar...).
V roce 2007 režíroval svůj první celovečerní film Deficít. V roce 2008 byl obsazen do filmu Slepota, adaptace novely z roku 1995 se stejným názvem. Režíroval to José Saramago. A v roce 2008 si opět zahrál se svým nejlepším přítele ve film Rudo y Cursi. Režíroval jej Carlo Suarón. Právě s Dieegem založili svoji vlastní produkční společnost CANANA. V roce 2010 si zahrál ve filmu A také déšť. Po třetí za svojí kariéru si zahrál s Lunou ve filmu Casa de Mi Padre. V roce 2015 měl premiéru film Zoom, který režíroval Pedro Morelli.
V roce 2014 byl obsazen do hlavní role Rodriga de Souzy v komediálně-dramatickém televizním seriálu Mozart in the Jungle. Za roli získal ocenění Zlatý glóbus. V roce 2016 si zahrál v mexickém filmu Desierto a chilském filmu Neruda.

## Osobní život
Jeho vyvolenou je argentinská herečka Dolores Fonzi, kterou v roce 2009 pojal za svoji choť. Mají spolu dvě děti. Dne 8. ledna 2009 se jim ve španělském Madridu narodil syn Lázaro a dne 4. dubna 2011 se jim v Buenos Aires narodila dcera, které dali jméno Libertad. Dvojice se rozešla v září roku 2014.
Mluví plynně anglicky, italsky, španělsky a francouzsky.

## Filmografie

### Televize
| Rok       | Název                | Role                 | Poznámky                |
| --------- | -------------------- | -------------------- | ----------------------- |
| 1989      | Teresa               | Peluche              | vedlejší role, 3 díly   |
| 1992      | El abuelo y yo       | Daniel Garcia Medina | hlavní role, 90 dílů    |
| 2000      | Královna meče        | Churi                | díl: „Honor Thy Father“ |
| 2006      | Soy tu fan           | Emilio               | díl: „Que viva México!“ |
| 2014–2018 | Mozart in the Jungle | Rodrigo              | hlavní role             |

### Film
| Rok  | Název                    | Role                              | Poznámky                        |
| ---- | ------------------------ | --------------------------------- | ------------------------------- |
| 1996 | De tripas, corazón       | Martín                            | krátkometrážní film             |
| 2000 | Amores perros            | Octavio                           |                                 |
| 2000 | Cerebro                  | Iván                              | krátkometrážní film             |
| 2001 | Žádné boží zprávy        | Davenport                         |                                 |
| 2001 | The Last Post            | José Francisco                    | krátkometrážní film             |
| 2001 | Vidas privadas           | Gustavo "Gana" Bertolini          |                                 |
| 2001 | Mexická jízda            | Julio Zapata                      |                                 |
| 2001 | El ojo en la nuca        | Pablo Urrutia                     |                                 |
| 2002 | Fidel                    | Ernesto "Che" Guevara             |                                 |
| 2002 | Zločin pátera Amara      | Padre Amaro                       |                                 |
| 2003 | Cuba Libre               | Ricky                             |                                 |
| 2003 | Láska a .                | Kit Winter                        |                                 |
| 2004 | Špatná výchova           | Ángel/Juan/Zahara                 |                                 |
| 2004 | Motocyklové deníky       | Ernesto "Che" Guevara de la Serna |                                 |
| 2005 | The King                 | Elvis Valderez                    |                                 |
| 2006 | Babel                    | Santiago                          |                                 |
| 2006 | Nauka o snech            | Stéphane                          |                                 |
| 2007 | Deficit                  | Cristobal                         | také režisér a producent        |
| 2007 | El Pasado                | Rímini                            |                                 |
| 2008 | Slepota                  | King of Ward 3                    |                                 |
| 2008 | Drsňák a frajer          | Tatto                             |                                 |
| 2009 | Sin Nombre               |                                   | také producent                  |
| 2009 | Mamut                    | Leo Vidales                       |                                 |
| 2009 | Hranice ovládání         | Mexičan                           |                                 |
| 2009 | 8 - 'The Letter'         |                                   | producent, scenárista a režisér |
| 2010 | Los Invisibles           |                                   |                                 |
| 2010 | Dopisy pro Julii         | Victor                            |                                 |
| 2010 | A také déšť              | Sebastián                         |                                 |
| 2010 | José and Pilar           | sám sebe                          |                                 |
| 2011 | Miss Bala                | producent                         |                                 |
| 2011 | Malý kousek nebe         | Julian Goldstein                  |                                 |
| 2011 | Casa de Mi Padre         | Onza                              |                                 |
| 2011 | The Loneliest Planet     | Alex                              |                                 |
| 2012 | No                       | René Saavedra                     |                                 |
| 2012 | Vamps                    | Diego Bardem                      |                                 |
| 2013 | Who is Dayani Cristal?   | sám sebe                          |                                 |
| 2014 | Ardor                    | Kaí                               |                                 |
| 2014 | Cesar Chavez             |                                   | cameo role, také producent      |
| 2014 | Rosewater                | Maziar Bahari                     |                                 |
| 2015 | Eva no duerme            | vypravěč                          | také producent                  |
| 2015 | Desierto                 | Moises                            |                                 |
| 2015 | Zoom                     | Edward Deacon                     |                                 |
| 2016 | Neruda                   | Oscar Peluchoneau                 |                                 |
| 2016 | Sůl a oheň               | Dr. Fabio Cavani                  |                                 |
| 2016 | You're Killing Me Susana | Eligio                            |                                 |
| 2017 | If You Saw His Heart     | Daniel                            |                                 |
| 2017 | Coco                     | Héctor Rivera (hlas)              |                                 |
| 2018 | The Kindergarten Teacher | Simon                             |                                 |
| 2018 | Muzeum                   | Juan Nuñez                        |                                 |
| 2018 | Dolores                  | Mario Elmo                        |                                 |
| 2019 | Ema                      |                                   |                                 |